# 西鲁埃洛斯德尔皮纳尔
西鲁埃洛斯德尔皮纳尔，是西班牙卡斯蒂利亚-拉曼恰瓜达拉哈拉省的一个市镇。总面积17平方公里，总人口55人（2001年），人口密度3人/平方公里。